# 防火遮蔽

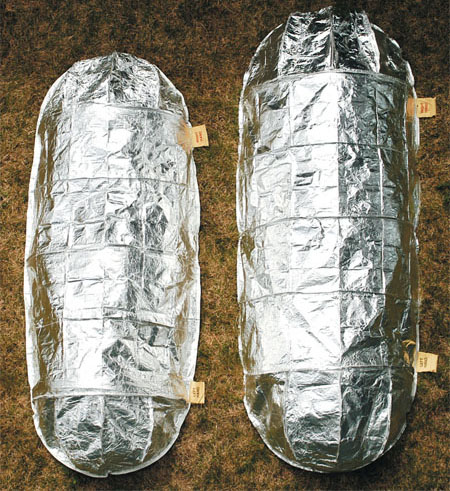
美国联邦政府版本的防火遮蔽，打开状态

防火遮蔽（英語：fire shelter）是一种安全装置，也是防火的最后手段，森林消防员在野火中受困时可利用此装置来保命。尽管防火遮蔽经受不了长时间与火焰的直接接触，但在草原大火之类的短期火灾中还是能够挽救消防员性命的。此外，防火遮蔽的设计可反射熱輻射，防止热对流，并存留一定的空气以供呼吸（大部分消防员死于呼入过热气体），使得消防员可在被火焰包围起来的非燃烧区域内存活一小时。

## 历史
防火避难所早在 1804 年就被发明。据透露，一位小男孩在一场草原大火中被母亲用一张新鲜的野牛皮盖住，从而获救。到了 20 世纪 60 年代，人们更加频繁地建造防火避难所来抵御辐射热和对流热。到 1977 年，防火避难所已成为扑灭野火的消防员的必需品。防火避难所的设计结合了铝箔、编织二氧化硅和玻璃纤维等多层元素。2002 年，防火避难所进行了升级，可以抵御野火的更高温度。

## 在流行文化中
2017 年的电影無路可退中出现了防火避难所。在与亚内尔山大火的决定性战斗中，一支由 19 名热火队员组成的出色队伍不得不部署防火掩体，但事与愿违，强烈的高温穿透了他们的防护装置，19 名队员全部丧生。